# Vaucourtois
Vaucourtois település Franciaországban, Seine-et-Marne megyében. Lakosainak száma 281 fő (2022. január 1.). Vaucourtois Boutigny, Coulommes, La Haute-Maison, Sancy és Villemareuil községekkel határos.

## Népesség
A település népessége az elmúlt években az alábbi módon változott:
| Lakosok száma | 221  | 237  | 252  | 256  | 266  | 276  | 284  | 286  | 281  |
|               | 2013 | 2015 | 2016 | 2017 | 2018 | 2019 | 2020 | 2021 | 2022 |